# Austin 12
Ne doit pas être confondu avec Austin 12 (1939).
L' Austin Twelve est une automobile qui a été introduite par Austin en 1921. Elle fut le deuxième modèle de Herbert Austin après la Première Guerre mondiale, et à de nombreux égards, une version réduite de l'Austin Twenty, introduite en 1919.

## Origines
Les ventes plus lentes que prévu des Twenty sont à l'origine de cette divergence de la politique du modèle unique d'Herbert Austin. Les Twelve ont été annoncées au début du mois de novembre 1921 après que la société Austin ait été mise en liquidation judiciaire pendant six mois. Le chiffre douze se réfère à sa puissance fiscale (12.8 CV) plutôt que sa puissance nominale qui était de 20 ch, et plus tard de 27 ch. La course longue des moteurs, encouragée par le régime fiscal, 72 x 102 et plus tard 72 x 114,5, produisait beaucoup plus de couple à basse vitesse que ne le suggérait la valeur nominale.

## Vue d'ensemble
Initialement disponible en tant que berline, en 1922 trois styles de carrosserie ont été présentés, ceux-ci étant les berlines quatre places, les deux/quatre places (toutes à 550 GBP) et le coupé à 675 livres sterling.
La voiture a eu du succès tout au long de l'entre-deux-guerres, avec des ventes annuelles atteignant un pic de 14 000 en 1927.
Alors que les spécifications mécaniques changèrent peu (le moteur fut agrandi, pour passer de 1661 cm³ à 1861 cm³ en 1926), de nombreux modèles furent proposés, parmi lesquels les berlines de plus en plus populaires à la fin des années 1920.
La voiture est restée dans le catalogue Austin et un Taxi était proposé en option jusqu'en 1939. Les dernières voitures ont été produites par le ministère de la Guerre, en 1940.
Après le début des années 1930, la voiture fut nommée par le public la 12 Lourde pour la distinguer des autres voitures Austin 12ch, plus récentes, du catalogue  Austin, de la Douze-Quatre Légère , à la Douze-Six Légère etc. et a été mise à jour. Les roues de style artillerie ont été remplacées par des roues à rayons en 1933 et la bobine d'allumage a remplacé le magnéto en 1935. La boîte de vitesses fut synchronisée entre ses deux principaux rapports en 1934. La gamme de carrosseries fut régulièrement mise à jour avec le remplacement du dernier modèle démodé de style toile Weymann en 1931, et plus aucune berline ouverte après 1934.
Après la guerre, le nom Austin Twelve restera au catalogue pour une paire d'années jusqu'à l'arrivée en 1947 des berlines Austin A40 Dorset et Devon.
Aujourd'hui, l'Austin Twelve est remémorée comme étant pratiquement indestructible et est bien prise en charge par le vintage Austin Register dans le Royaume-Uni et différents clubs dans d'autres parties du monde.

## Châssis
"Les engrenages étaient faciles à changer, les freins ont bien fonctionné, tout en étant d'un usage en douceur et la direction est constante et légère. Un petit rayon de braquage permet à la voiture de tourner dans un espace réduit. De la suspension je n'ai aucune plainte; une grande partie de son efficacité est probablement due à une bonne lubrification des lames. Les différentes commandes sont à portée de main, et en plus d'un bouton de klaxon sur le tableau de bord, il y a un grand interrupteur circulaire  sur le volant de sorte que l'avertissement peut être donné sans avoir à lâcher une main." dans le rapport sur l'Austin Twelve Harley berline tous-temps publié en février 1924.

### Freins
Une pédale actionne des mâchoires à l'intérieur de tambours à l'arrière et un levier à main centralisé, applique un freinage de type locomotive ancré à la boîte de vitesses. Des ajusteurs à main sont fournis. La compensation est effectuée par des rondelles en caoutchouc. Les freins de roue arrière peuvent également être actionnés à la main sur la tige principale.

#### Des freins aux quatre roues
Cette "amélioration très nette" a été annoncée pour le salon de l'Automobile d'octobre 1924. La pédale maintenant applique le freinage sur les quatre roues. La commande se fait par câble, les pressions ont été compensées et de l'usure pouvait être prise en compte individuellement.
Le carburateur a maintenant reçu un étrangleur. Le frein à main travaillait sur la transmission à des fins de stationnement.

### Direction
Le mécanisme de direction est du type vis sans fin et roue à vis sans fin.

### Suspension
La suspension est à lames semi-elliptiques, à l'arrière elles sont montées sous la caisse. Il y a des guêtres qui permettent la lubrification des lames par huile et des éléments comme les broches de manille sont graissés par pistolet.

1926 Berlines Twelve lourde Clifton
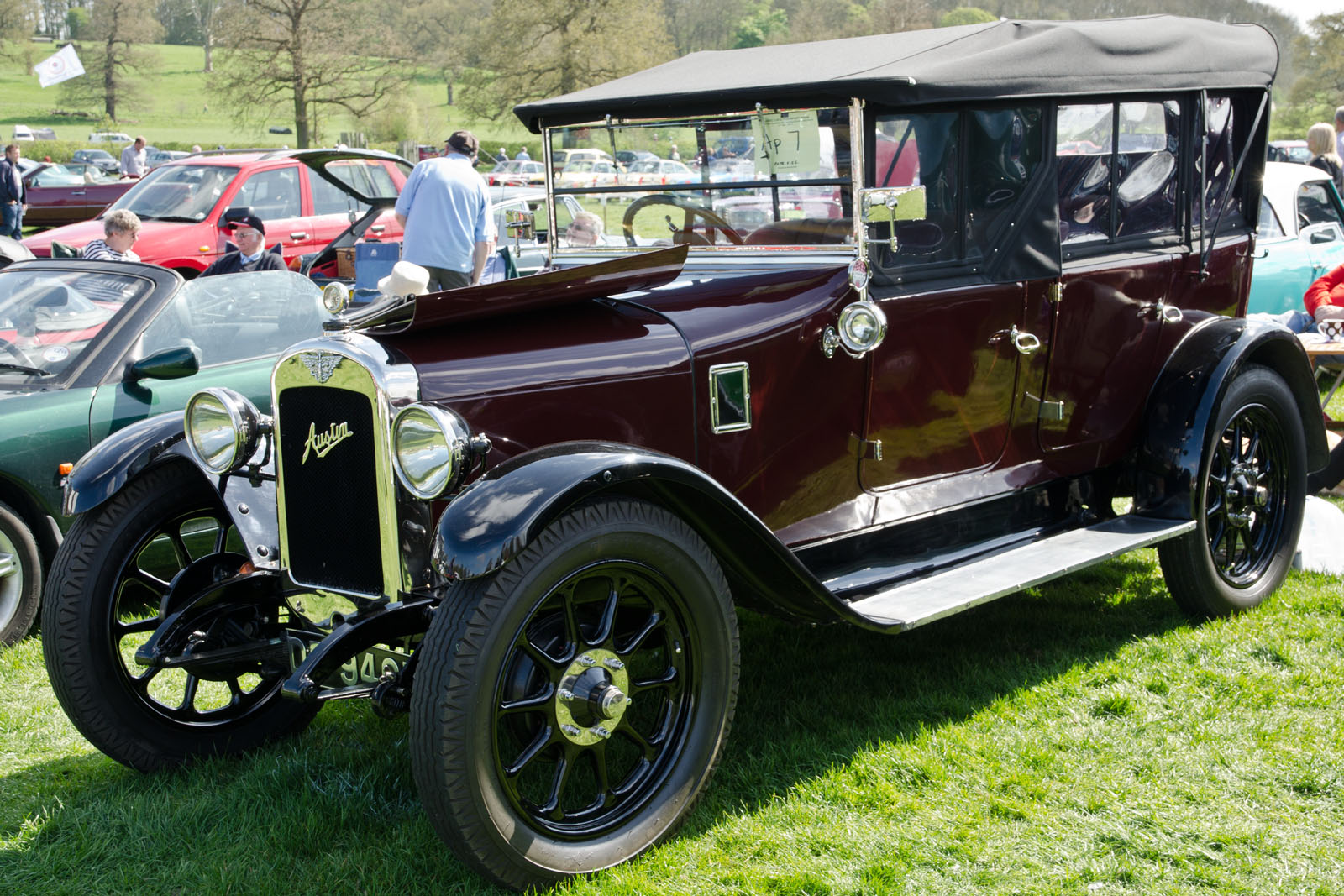
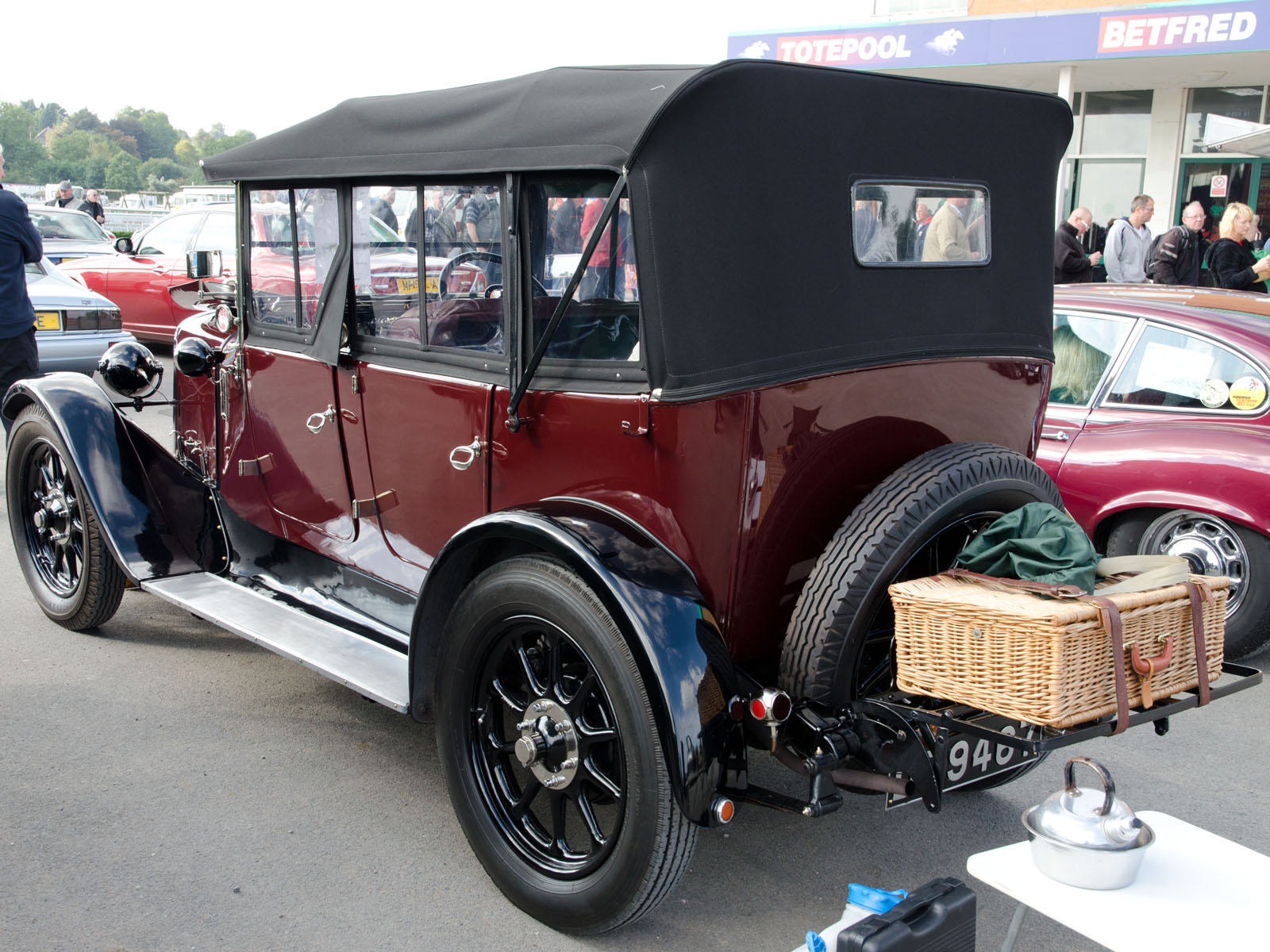
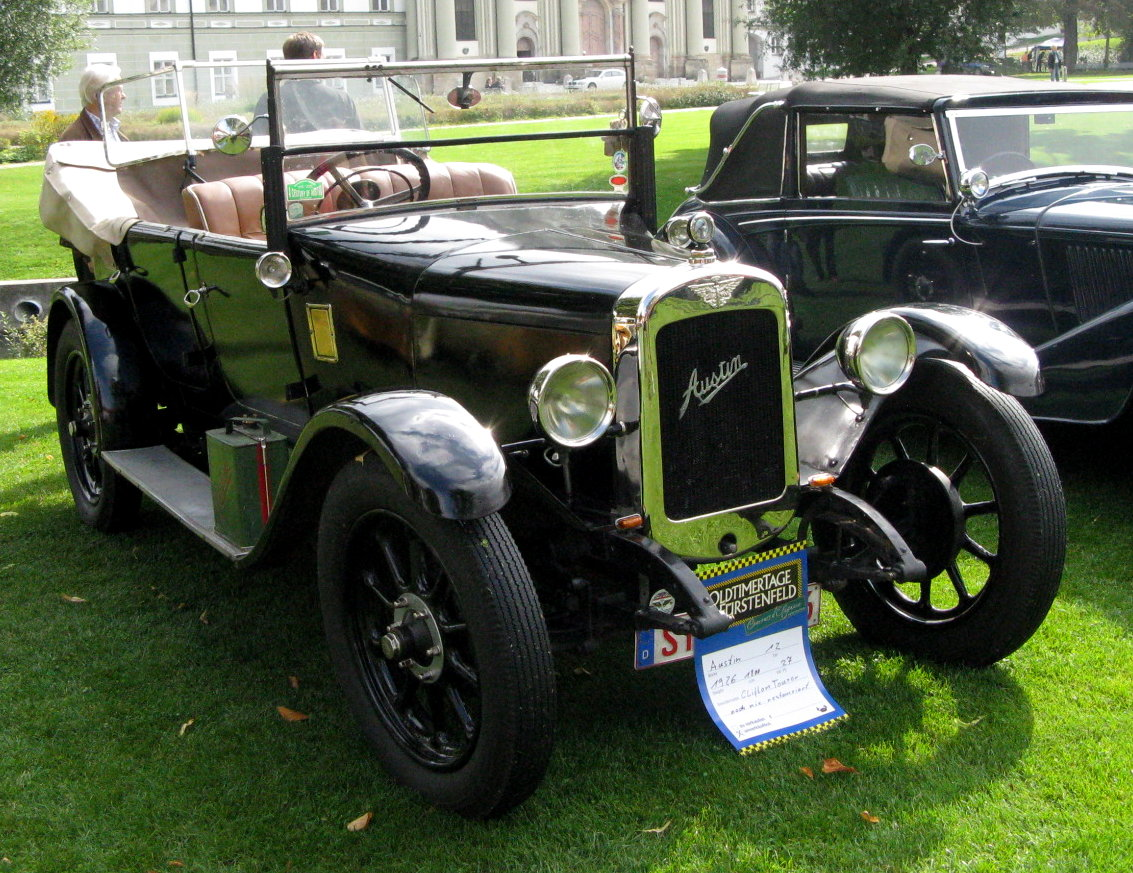

Berlines Twelve-Four Ascot des années trente
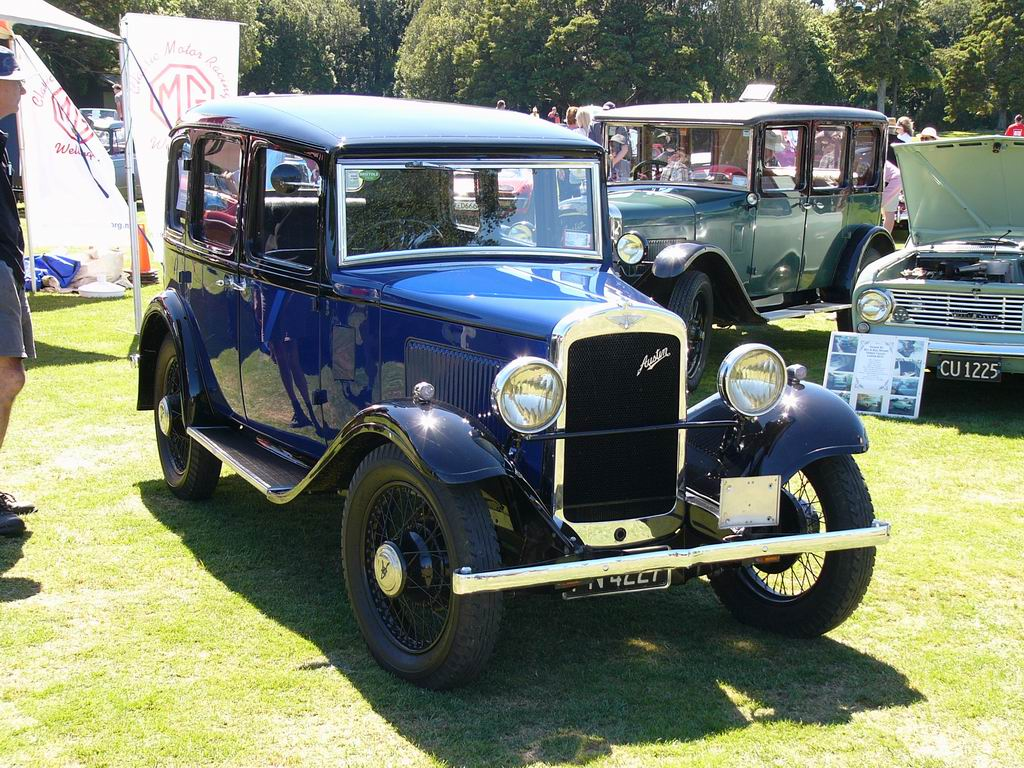
1933
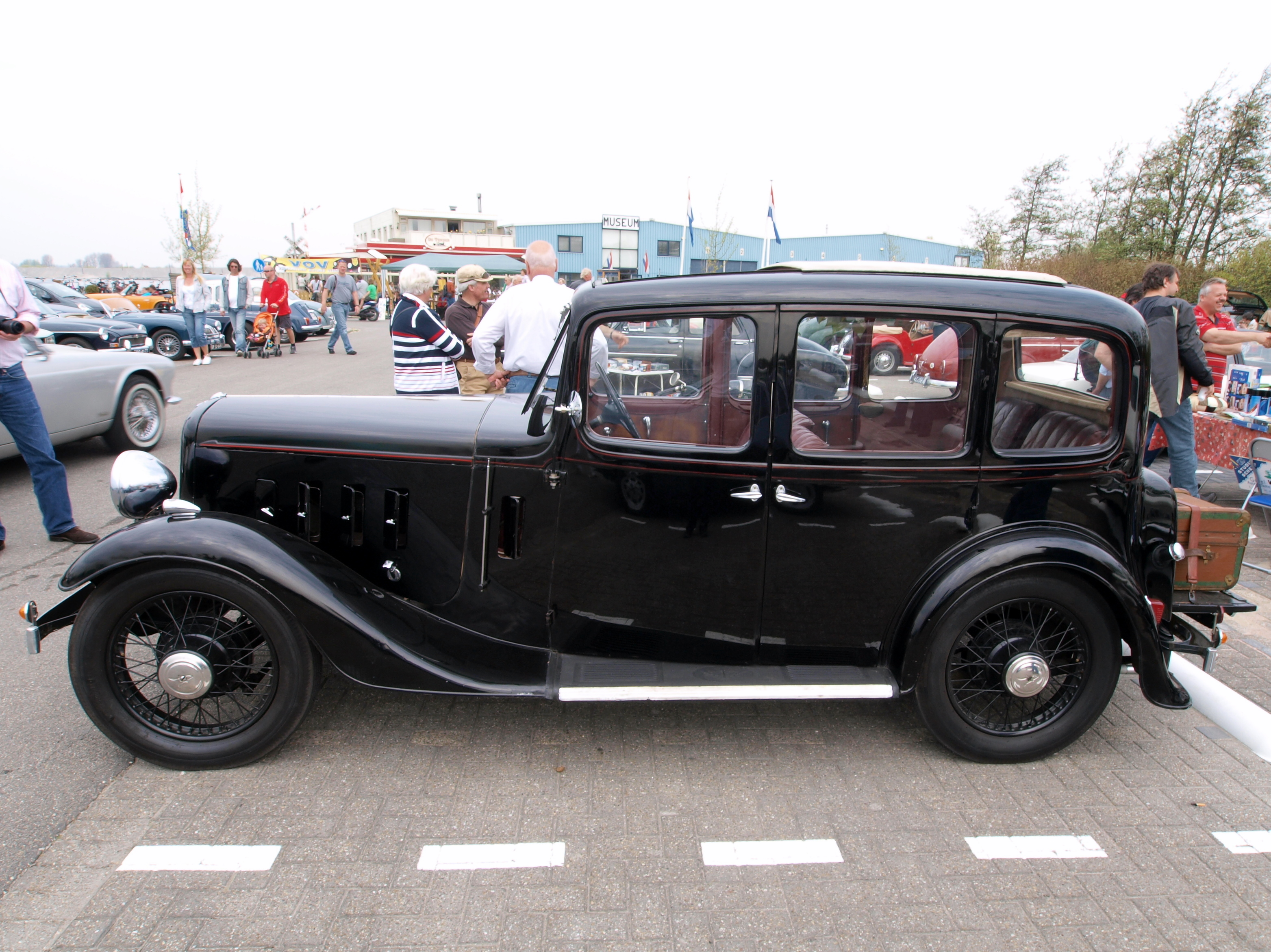
1935
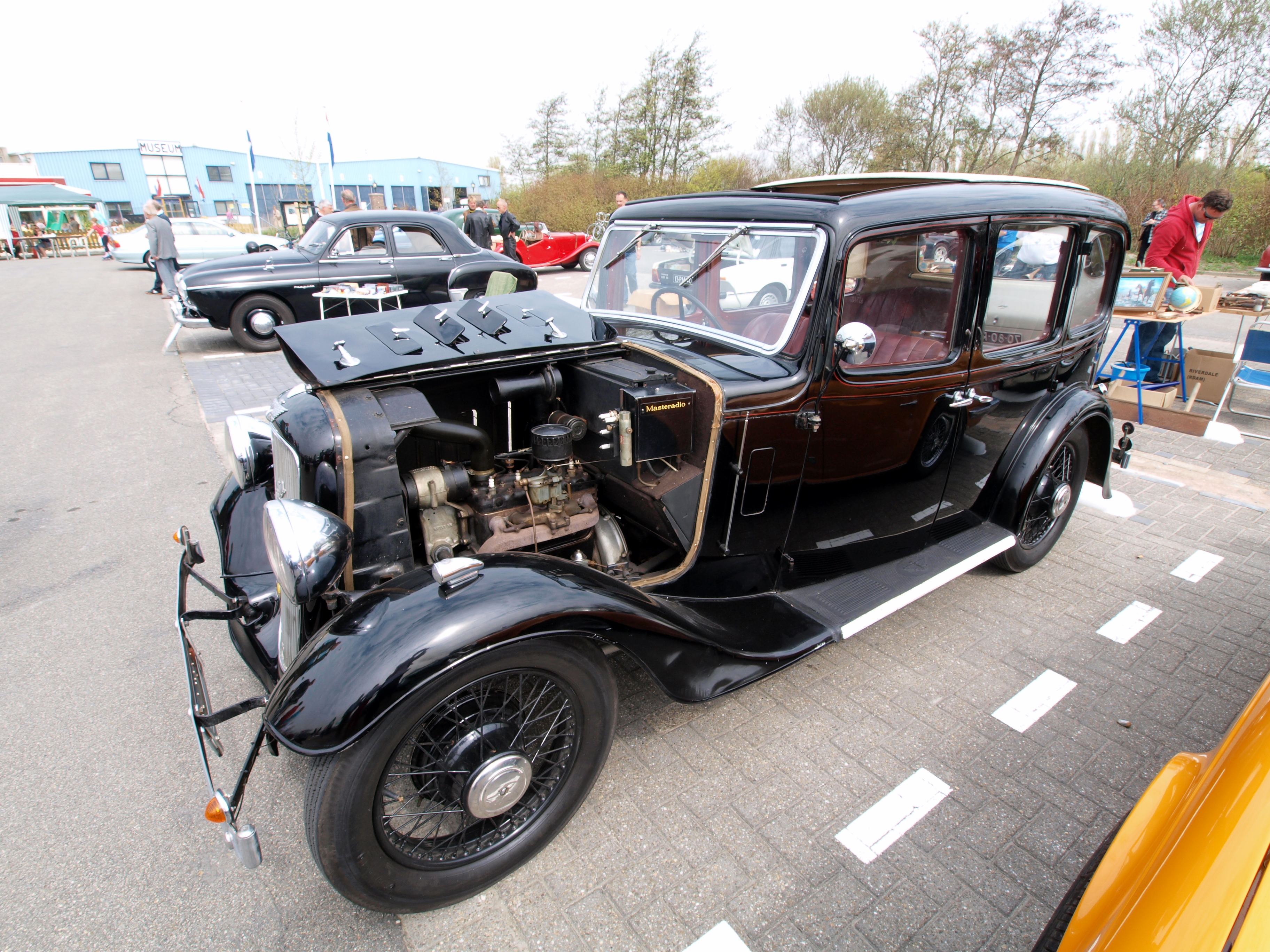
1935 sans fil
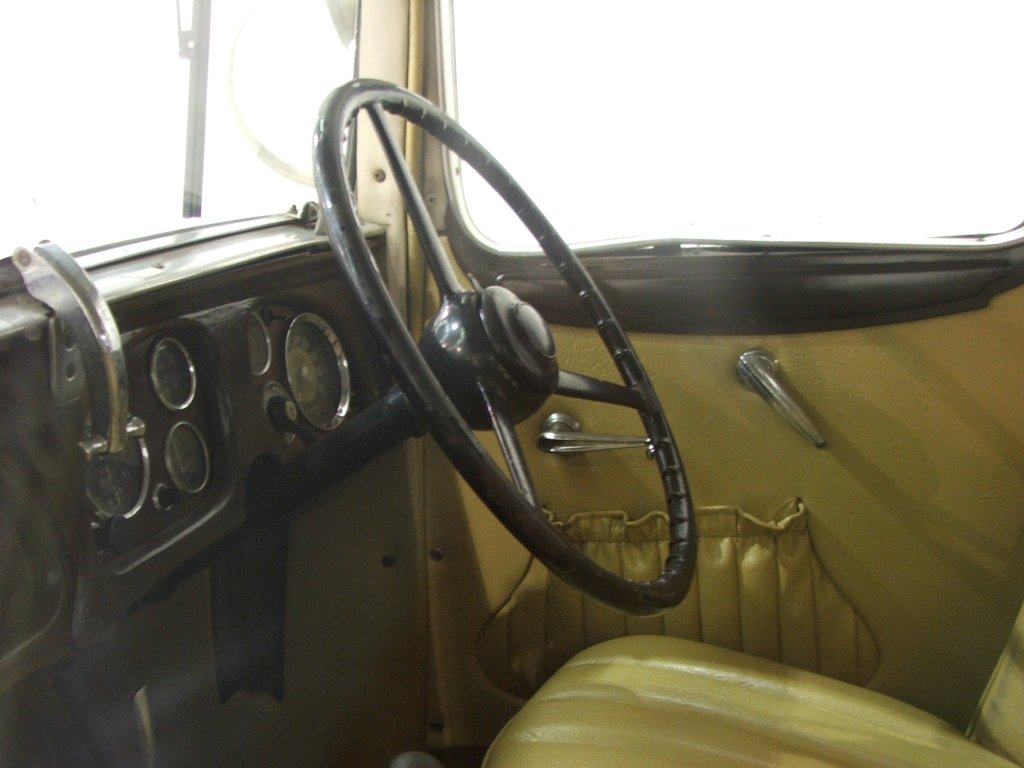
1936
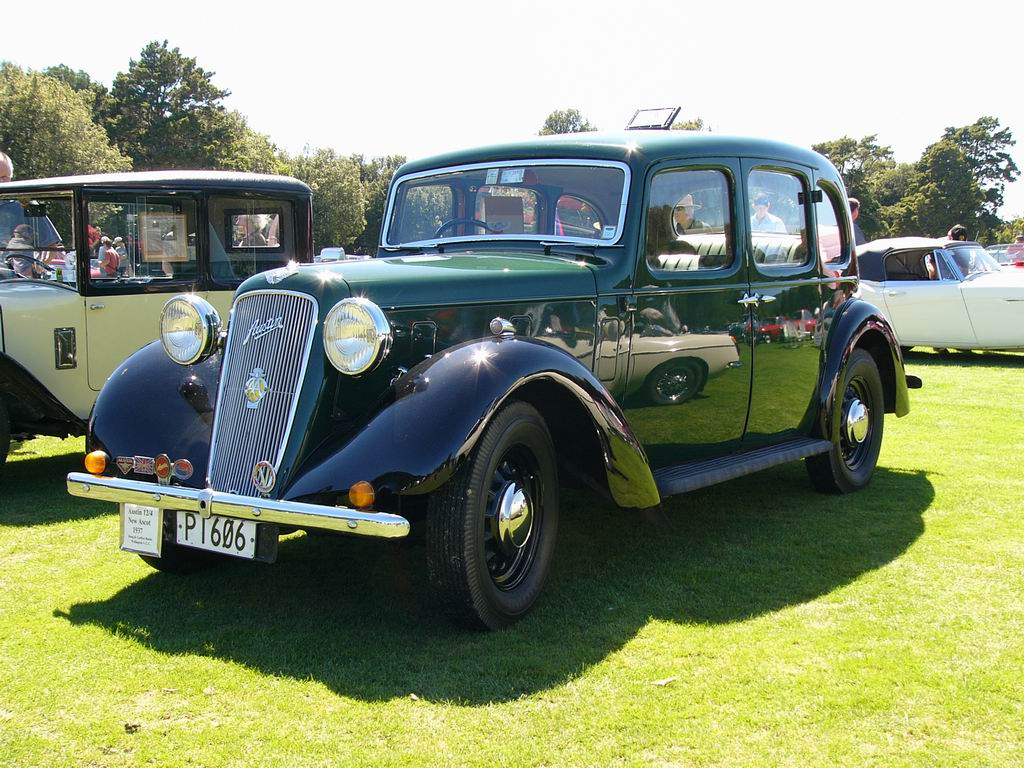
1937

1938-9 Twelve Ascot
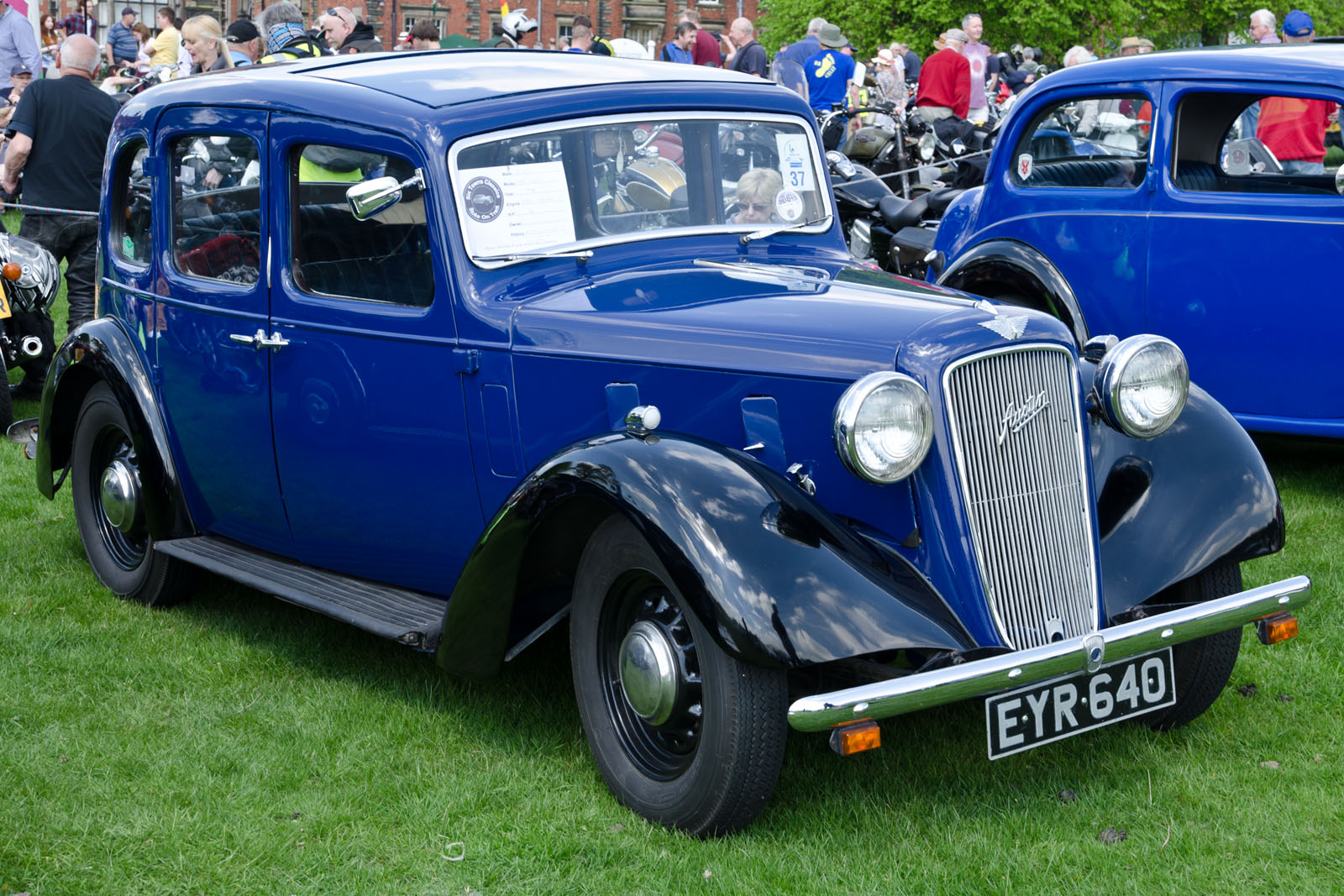
Plus haute avec des portes plus larges

## Dans la fiction
Les Twelve-Four sont connues des enfants sous la forme de Gumdrop, le titre d'un personnage d'une série de livres écrits par Val Biro, qui possédait un exemplaire. Gumdrop (Bonbon) est une Austin Clifton Twelve-Four lourde de 1926.
Les histoires tournent autour de la voiture et de son propriétaire, d'abord le jeune Bill McArran, mais pour la majeure partie de la série, le plus âgé M. Oldcastle (rejoint plus tard par un chien, Horace). Les épisodes impliquent souvent la recherche de pièces de rechange pour Bonbon.
Biro a écrit les histoires entre la fin des années 1960 et les années 1980. La principale série de livres, tous entièrement illustrés en couleur par Biro, comptait pas moins de dix-sept titres, avec une série de douze (au moins) "Petits Livres Bonbon" également publiés dans les années 1980.
Bien que les aventures de Bonbon soient de la fiction, la voiture ne l'est pas. M. Biro et bonbon ont été les visiteurs fréquents d'expositions de voitures et autres événements dans le Sussex et environs (2008)